# Enstaka hemman
Enstaka hemman var en kameral term för ett hemman som hade all mark inom egna, fastställda gränser och i jordeboken redovisades som en by.
Motsatsen till ett enstaka hemman var en by. I den fanns flera hemman och ett samfällt ägande och brukande. Gårdarnas åkertegar låg tillsammans i gemensamma gärden, ängar och utmark nyttjades gemensamt.
Jordebokens indelning i byar och hemman återgår på förhållandena under 1600-talet. Det var på den tiden som det enstaka hemmanet utgjorde en bondgård och hade en brukare. Längre fram i tiden kan gården ha delats i flera brukningsenheter och de facto blivit en by, men detta påverkade sällan redovisningen i jordeboken.
Eftersom ett enstaka hemman hade sin mark inom egna, fastställda gränser, deltog innehavaren vanligtvis inte vid förrättningar när kringliggande mark skiftades.
I jordeböckerna har hemmanen i alla fall från första halvan av 1700-talet nummer, vanligtvis inom byn. Enstaka hemman fick nr 1 som självskrivet nummer, men inte sällan är detta utelämnat i jordeböckerna.